# Сијера Макормик
Сијера Макормик (енгл. Sierra McCormick; Ешвил, 28. октобар. 1997) је америчка глумица. Сијера је најпознатија по својој улози Олив Дојл, девојке са меморијским памћењем у серији А.N.Т. Farm. Такође је учествовала у квизу Are You Smarter Than a 5th Grader?.

## Живот и каријера
Од 2006. године је се почела заинтересовати за глуму. Тада се прикључила једној агенцији у Лос Анђелесу. Када је имала девет година први пут се појавила на телевизији у серији Til death. Са Чајном Ен Маклејн се појавила у серији Hannah Montana постављајући Хани Монтани питања у интервјуу. Она је такође глумила са Чајном у филму Jack and Janet Save the Planet. Њена друга улога је била у фиму Dadilja za Božić 2011. године. После је изабрана да у телевизијској комедији А.N.Т. Farm, глуми Олив Дојл. Такође се појавила у споту за песму Who's Laughing Now, пјевачице Џеси Џеј.

## Лични живот
Сијера живи у Лос Анђелесу са родитељима и сестром Кајлом. Она има пса по имену Ени који се с њом појавио у РЕТА, рекламној компанији да промовише склониште за усвајање животиња.